# 蘇通達
蘇通達，臺灣知名製作人與編曲人。中國文化大學音樂系國樂組肄業，美國伯克利音樂學院
主修編曲。曲風大膽、前衛、多元。遠東科技大學副教授，流行音樂產業管理系系主任。
受到學習音樂過程中橫跨中西音樂的影響，從讓他一炮而紅的國樂交響詩《趕羚羊》，到讓他跨入葛萊美獎的電音歌仔戲跨界名著《我身騎白馬》，直到與徐佳瑩一同攜手席捲華人流行音樂的神曲《身騎白馬》；從古典音樂到現代流行甚至前衛電音，每種曲風的掌握以及跨界分寸的拿捏皆令人驚喜連連且入木三分。

## 相關

### 趕羚羊
2006年7月中起，蘇通達以網路代號GTS的名義，作曲與編曲的《趕羚羊》，在網路上掀起一陣風潮，悠揚的國樂器加上交響樂，不願具名的聲樂家的歌聲，不到半年，有超過百萬次的點擊率。

### 我身騎白馬
2007年2月，蘇通達出版了新專輯《我身騎白馬》，這張專輯他邀請了知名歌仔戲演員郭春美，合作了以傳統歌仔戲七字調、十一字都馬調等，搭配電子音樂的全新編曲製作，其創新風格獲得傳統歌仔戲界及音樂製作界多數好評。另外，本張專輯包裝由蕭青陽設計，獲葛萊美獎提名。
2008年1月，蘇通達嘗試將《我身騎白馬》融入現代流行音樂的元素，由其徒弟徐佳瑩填詞，兩人共同作曲。這首《我身騎白馬》抒情版，由徐佳瑩在中視《超級星光大道》第三屆第六集演唱，拿下25分滿分的成績，廣獲好評，又掀起一陣「白馬熱」。
2009年，由亞神唱片發行的徐佳瑩首張專輯《LaLa徐佳瑩首張創作專輯》，由賈敏恕、蘇通達、陳建騏、林暐哲等製作人聯合打造，以新人之姿一口氣入圍了金曲獎「最佳國語專輯」，「最佳年度歌曲」，「最佳新人」，「最佳作曲人」，「最佳編曲人」，「最佳單曲製作人」等獎項，並且獲得「最佳新人獎」，同年並獲得中華音樂人交流協會「年度十大單曲」之殊榮。
蘇通達在「身騎白馬」的編曲中，首創將電音元素融入抒情歌曲，並且亦首創將大提琴，弦樂，中國樂器，與一般流行音樂的常見元素交織相融，讓歷經了「電音版」，「抒情版」的「身騎白馬」，在進入正式發行的「唱片版」後更加完整且豐富。

### 無計先生
2011年霹靂布袋戲劇集《霹靂兵燹之問鼎天下》中的角色曲，收錄於問鼎天下原聲帶【精選三十四】，於2011/11/29發行。
曲長02:14，而本曲為蘇老師07年的作品，正派人物的俠義抒情曲風，曲調瀟灑俊逸，節奏鮮明舒暢，使用於聖魔戰印末尾登場的【無計先生】一角。

## 重要作品
張涵雅 《就是你》專輯製作人、編曲

張涵雅 《望》 專輯製作人

張涵雅 錄音間 作詞、作曲、編曲

葉瑋庭/賴聖恩 少在那邊《葉瑋庭迷你專輯》單曲製作人

葉瑋庭 高手《葉瑋庭迷你專輯》單曲製作人

葉瑋庭 我在台北 想你《葉瑋庭迷你專輯》單曲製作人

王大文 印度小夜曲《你好》 編曲

王大文 慢半拍《你好》 單曲製作人

OK繃樂團《全世界都閉上眼睛》專輯製作人

合輯 Jesus Fashion 《Jesus Fashion》 編曲 

孫耀威/梁文音 幸福的忘記 編曲

孫耀威 傷心笑話 編曲

李婭莎 那麼愛過《一個人》 編曲

符瓊音 I CAN BELIEVE《不搖滾小姐》單曲製作人/編曲

梁曉珺 訪英臺《走出五月》製作人/編曲

迪士尼 《課間好時光1年2班》製作人/編曲/曲

蔣進興 《My Name is Bai Lang》編曲

郭春美 《我身騎白馬》專輯製作人/編曲

徐佳瑩 身騎白馬《身騎白馬》單曲製作人/編曲

徐佳瑩 沒鎖門《身騎白馬》單曲製作人/編曲

松田丸子 當家花旦《當家花旦電影原聲帶》製作人/編曲

潘瑋柏 一個人《王者丑生》/編曲

孫羽希 《褪殼》/專輯製作人

OK繃樂團《童話故事的片尾曲》專輯製作人

台北調合輯  南西樂團《台北調》單曲製作人

台北調合輯  Dark Eyes Gypsy Jazz Band《從你我開始》單曲製作人

台北世大運主題曲 《擁抱世界擁抱你》Howie B. 共同單曲製作人

張涵雅 《疼》專輯製作人、編曲

張涵雅 《上半場》專輯製作人、編曲

張涵雅 《下半場》專輯製作人、編曲

愛客樂 iColor 《轉》專輯製作人

愛客樂 iColor 《他鄉尋客》專輯製作人

幽谷．瓦歷思 《消失的幽谷》專輯製作人

姚宇謙 Lowking 《散步到地平線》專輯製作人

楊肅浩 《葛瑪蘭的風吹》製作人、編曲

## 配樂
葉珈伶CHARINYEH  誠品服裝秀  音樂設計

故宮 乾隆潮新媒體藝術展 音樂設計

反核健身操 音樂設計

電影《走出五月》音樂總監/編曲

電視電影《黑道上錯身》音樂總監/編曲

電視電影《躲貓貓》音樂總監/編曲

電視電影《我叫侯美麗》音樂總監/編曲

電影《大三元》音樂總監

## 榮譽
- 第21屆《金曲獎》流行音樂類：
  - 最佳年度歌曲獎（身騎白馬）入圍
  - 最佳國語專輯獎（徐佳瑩 LALA創作專輯）入圍
  - 最佳作曲人獎（徐佳瑩、蘇通達╱身騎白馬）入圍
  - 最佳編曲人獎（蘇通達╱身騎白馬）入圍
  - 最佳單曲製作人獎（蘇通達╱身騎白馬）入圍[26][27]

- 第24屆《金曲獎》流行音樂類：
  - 最佳單曲製作人獎（蘇通達╱I Can Believe）入圍[28]

## 評審
第23屆《金曲獎》流行音樂類初審、複審

第24屆《金曲獎》流行音樂類初審、複審

民國100年臺灣原創流行音樂大獎初審、複審

民國101年臺灣原創流行音樂大獎初審、複審

民國102年臺灣原創流行音樂大獎初審、複審

民國103年臺灣原創流行音樂大獎初審、複審

## 外部連結
- 蘇通達的部落格 （页面存档备份，存于）